# IC 3929
IC 3929 је спирална галаксија у сазвјежђу Береникина коса која се налази на листи објеката дубоког неба у Индекс каталогу.
Деклинација објекта је + 20° 23' 51" а ректасцензија 12h 57m 41,0s. Привидна величина (магнитуда) објекта IC 3929 износи 15,8 а фотографска магнитуда 16,6. IC 3929 је још познат и под ознакама NPM1G +20.0337, PGC 1626078.